# Made in SEX
『Made in SEX』（メイド・イン・セックス）はLADIES ROOMの2枚目のオリジナルアルバム。1991年2月21日発売。

## 解説
メジャーデビュー作となったアルバム。

## 収録曲
1. HAREM CAT
2. HOT LADY
3. CONTROL
4. LITTLE PIECE OF HEAVEN
雑誌「ロッキンf」付録のソノシートとして発表されていたバラード曲のリメイク。
5. SO MANY, SO SWEET
6. BANG A NIGHT
7. SEX,SEX & ROCK'N ROLL
ライブでは曲の合間にセックスを連想させる過激な言葉の掛け合いが行われる。
シングル「'CLOCK STRIKES TEN」のカップリング曲。
8. 'CLOCK STRIKES TEN
メジャーデビューシングル。
9. 1685
10. HEY GIRLS
彼らの楽曲のタイトルが歌詞の最後にいくつか登場する。
11. GET DOWN
歌詞が過激なため、正規のものは掲載されていない。
12. SWAPPING PARTY(お嬢様編)
インディーズ時代から存在する楽曲のリメイク。